# Klappe
At klappe er at frembringe en lyd ved at slå to flader mod hinanden, herunder menneskers og dyrs kropsdele. Menneskers klap ved at slå håndfladerne mod hinanden udføres ofte for at udtrykke påskønnelse (se bifald), men også til musik for at understøtte rytmen.

## Musik med klap
I klassisk musik indgår klap af og til som en effekt eller i hele stykker, heraf mest nævneværdig Steve Reichs Clapping Music.

## Verdensrekord
Verdensrekorden for flest klap på tres sekunder er 806, som er udført af Tim Ahlstrom fra USA.

## Pædagogisk anvendelse
Musikelever klapper ofte rytmen i nedskreven musik som hjælp til at lære nodeværdierne og blive bekendt med værkets rytme før før selve musikken udføres på et instrument.